# Collection Défi
Créée en 1998 par les éditions Pierre Téqui, la Collection Défi publie des romans de jeunesse pour la plupart inédits. 
Elle s'inscrit dans la lignée des Signe de Piste, romans destinés à de jeunes lecteurs considérés, en dépit de leur âge, comme aptes à avoir un jugement personnel.